# Kleine Australienmaus
Die Kleine Australienmaus (Pseudomys delicatulus) ist ein Nagetier in der Gattung der Australischen Mäuse.

## Merkmale
Mit einer Kopf-Rumpf-Länge von 55 bis 75 mm, einer Schwanzlänge von 55 bis 80 mm und einem Gewicht von 6 bis 15 g ist die Art einer der kleinsten Vertreter ihrer Gattung. Sie hat 14 bis 19 mm lange Hinterfüße und 10 bis 12 mm lange Ohren. Auf der Oberseite hat das Fell eine gelbbraune bis graubraune Farbe. Die Grenze zur cremefarbenen bis weißen Unterseite ist deutlich.

## Verbreitung
Die Art hat zwei größere Populationen in Australien. Die erste im Norden von Western Australia, im Norden des Northern Territory sowie im Nordwesten von Queensland. Das Gebiet der anderen Population reicht von Cape York Peninsula über den Osten von Queensland bis in den Nordosten New South Wales. Eine dritte Population kommt im Südwesten von Papua-Neuguinea vor. Die Kleine Australienmaus kann auch auf mehreren kleinen australischen Inseln in der Region angetroffen werden. Als Habitat dienen offene sandige Flächen mit verstreutem Grasbewuchs. Die Art besucht weiterhin Savannen mit offenen Baumbeständen, die intensiv zur Viehhaltung genutzt werden.

## Lebensweise
Die Kleine Australienmaus gräbt ein mehr oder weniger komplexes Tunnelsystem, in dem sie am Tage ruht. Gelegentlich können sich bis zu vier Exemplare in einem Bau aufhalten. Die Art sucht in der Nacht am Boden nach Nahrung, die hauptsächlich aus Samen von Gräsern und anderen Pflanzen besteht. Zusätzlich werden Früchte, Blätter, Kräuterstängel sowie wirbellose Tiere gefressen.
Allgemein erfolgt die Fortpflanzung im Norden von Australien in der Trockenzeit, während die meisten Paarungen im Süden von Australien auf den Frühling und Sommer fallen. In manchen Bereichen hängt die Paarungszeit eher vom Nahrungsangebot ab, als von der Jahreszeit. Weibchen haben pro Jahr mehrere Würfe mit 3 bis 4 Nachkommen pro Wurf, die nach etwa 30 Tagen Trächtigkeit geboren werden. Nach Grasbränden steigt die Population in betroffenen Gebieten sprunghaft an.

## Gefährdung
Für den Bestand liegen keine Bedrohungen vor. Die Kleine Australienmaus wird von der IUCN als nicht gefährdet (Least Concern) gelistet.